# Фрицький Юрій Олегович
Фрицький Юрій Олегович (13 жовтня 1957, м. Київ) — український правознавець, доктор юридичних наук, професор, завідувач кафедри конституційного, адміністративного права та соціально-гуманітарних дисциплін Університету «Україна».
Член Центральної виборчої комісії з 4 жовтня 2019 року.

## Біографічні відомості
Батько майбутнього науковця — Олег Федорович — юрист, доктор права, професор; мати — мовознавець, лінгвіст.
Ю. О. Фрицький здобув освіту в таких навчальних закладах: У 1979 році закінчив Київський державний університет ім. Т. Г. Шевченка, юридичний факультет. У 1994 році закінчив Німецьку Академію менеджменту м. Целе, Німеччина. У 1995 році закінчив Міжнародний інститут менеджменту Гернштайн (м. Відень, Австрія). Підвищення наукової кваліфікації в Інституті паньства і права Польської академії наук (м. Варшава, Польща), червень 2006 р., та на кафедрі конституційного права юридичного факультету Яґеллонського університету (м. Краків, Польща), червень 2008 р.
Кандидат юридичних наук з 1985 року. Вчене звання доцента присвоєно в 1991 році. Доктор юридичних наук із 2009 року (дис. на тему «Теоретичні засади державної влади в Україні»).
Член редакційної колегії фахового видання «Економіка. Фінанси. Право».

### Основні етапи науково-педагогічної діяльності
1 вересня 1989 — 31 грудня 1995 — старший викладач, доцент кафедри права Київського політехнічного інституту;
1 березня 1999 — 5 вересня 2000 — доцент кафедри правознавства, професор кафедри державно-правових дисциплін юридичного факультету Академії муніципального управління;
6 березня 2000 — 31 серпня 2009 — завідувач кафедри конституційного права, доцент на посаді професора, заступник декана юридичного факультету Академії муніципального управління;
1 вересня 2009 — до цього часу — завідувач кафедри конституційного, адміністративного права та соціально-гуманітарних дисциплін Інституту права та суспільних відносин Відкритого міжнародного університету розвитку людини «Україна».
4 жовтня 2019 року за поданням Президента України Верховною Радою України призначений членом Центральної виборчої комісії.

## Наукова діяльність
Брав участь у розробці та експертизі проєктів законів України, проєктів висновків і рішень Конституційного Суду України.
Член науково-консультативної Ради Конституційного Суду України. Член двох спеціалізованих Вчених рад по захисту докторських дисертацій з юридичних наук: Інституту законодавства Верховної Ради України та Відкритого міжнародного університету розвитку людини «Україна».
Співпрацює з Асоціацією міст та громад України і Фондом сприяння місцевому самоврядуванню. Результати його наукових досліджень впроваджені в практику роботи органів державної влади та місцевого самоврядування.
Брав участь у розробці проєктів чинної Конституції України, підготовці проєктів Законів України «Про місцеве самоврядування в Україні», «Про столицю України — місто-герой Київ», підготовці рішень і висновків Конституційного Суду України.
Результати його наукових досліджень у частині організації взаємовідносин органів державної влади з органами місцевого самоврядування були використані під час розробки проєкту Закону України «Про асоціації органів місцевого самоврядування» та проєкту Декларації про основні засади державної політики України щодо розвитку місцевого самоврядування.
Його пропозиції були враховані робочою групою Комітету Верховної Ради України з питань правосуддя під час вдосконалення чинного законодавства України, зокрема, у проєкті Закону України «Про судоустрій і статус суддів».
Доктор юридичних наук, професор.
Автор 160 наукових праць з питань конституційного права та місцевого самоврядування. Серед них 6 навчальних посібників, 3 колективні монографії, 40 наукових статей у фахових журналах, збірниках України, Німеччини, Польщі, Австрії. Опублікував також 45 навчально-методичних матеріалів.
Підготував 5 кандидатів юридичних наук, здійснює наукове керівництво.
Постійно підтримує наукові зв'язки з науковими установами України і зарубіжних країн: Інститутом законодавства Верховної Ради України, Інститутом держави і права НАН України ім. В. М. Корецького, юридичним факультетом Національного університету імені Тараса Шевченка, Національною юридичною академією імені Ярослава Мудрого, Національним університетом «Одеська юридична академія», юридичними факультетами Львівського, Ужгородського, Чернівецького університетів.
2019 року брав участь у Міжнародній програмі спостереження за виборами Президента Румунії.
Володіє російською, польською і німецькою мовами.
Нагороджений Почесною грамотою Міністерства освіти і науки України та Подякою Київського міського голови

## Науковий доробок
Ю. О. Фрицький має >117 наукових і методичних публікацій. Основні праці:
- Державна влада в Україні: становлення, організація, функціонування: Монографія // Дніпропетровськ: Ліра ЛТД, 2006. — 360 с.
- Пропорційна система виборів до Верховної Ради України — оціночний аспект // Право України, 2006. — № 4. — С. 107—110. (фахове видання).
- Зміст державної влади в Україні та її легітимність. — Вісник Запорізького юридичного інституту, 2007. — № 3. — С. 16-21. (фахове видання).
- Принцип поділу влади як основа організації і функціонування державної влади в Україні // Збірник наукових праць. Актуальні проблеми політики. — Вип. № 30. — Одеса. — С. 31-35. (фахове видання).
- Система стримувань і противаг як засіб організації та функціонування державної влади в Україні // Право і суспільство, 2009. — № 2. — С. 12-17. (фахове видання).
- Правові засади реалізації законодавчої влади парламентом України Верховною Радою України // Науковий вісник Дніпропетровського державного університету внутрішніх справ. — Дн-ск., 2010. — № 2. — С. 43-52. (фахове видання).
- Деякі аспекти правового статусу Президента України // Право і суспільство, 2010. — № 6. — С. 9-12. (фахове видання).
- Актуальні питання співвідношення політики і державної влади на сучасному етапі розбудови Української держави // Збірник наукових праць кафедри конституційного, адміністративного та фінансового права Університету «Україна». — Вип. № 2. — К., 2010. — С. 7-14.
- Програма навчальної дисципліни «Конституційне право України» // Методичні матеріали. — К.: Університет Україна", 2010. — 85 с.
- Опорні конспекти з курсу «Конституційне право України» //Конспекти лекцій. — К.: Університет «Україна», 2010. — 146 с.